# 庙行镇
庙行镇，是中华人民共和国上海市宝山区下辖的一个乡镇级行政单位。面积5.96平方公里。户籍人口2.59万人（2008年）。

## 行政区划
庙行镇下辖以下居委会及村委会：
共康二村社区、共康五村社区、共康六村一社区、共康六村二社区、共康七村一社区、共康八村一社区、共康公寓社区、屹立家园社区、馨康苑社区、和欣国际花园社区、九英里社区、共和家园社区、新梅绿岛苑社区、宝宸怡景园社区、共康雅苑社区、中环国际社区、共康雅苑第二社区、场北社区、中环国际第三社区、丽都雅苑社区、中环国际第二社区、康家村、野桥村和场北村。